# Mary Roach
Pour les articles homonymes, voir Roach.

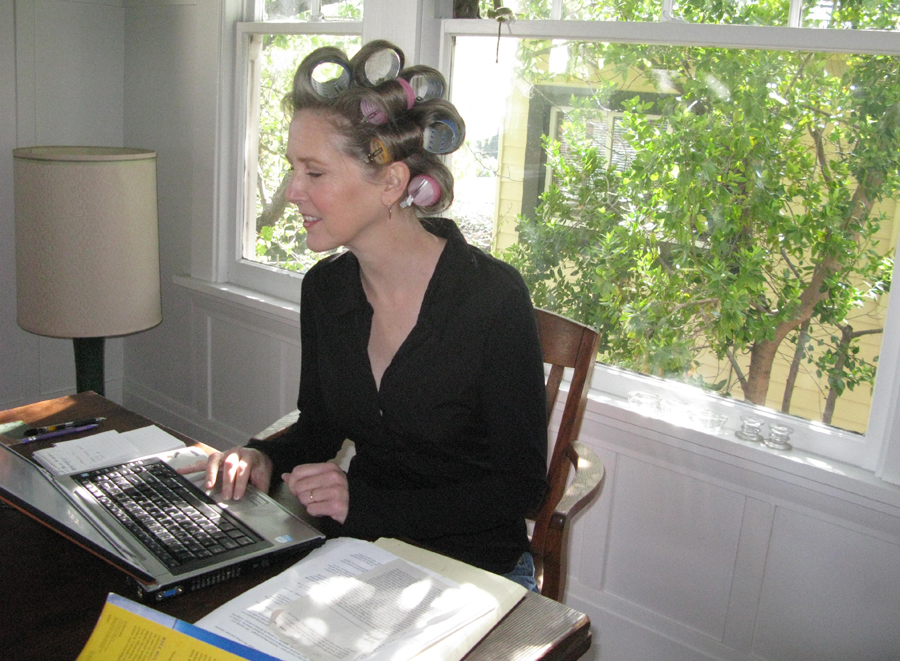
Roach, photographiée par son mari alors qu’elle attendait une séance photo.

Mary Roach, née le 20 mars 1959, est une écrivaine américaine spécialisée dans la vulgarisation scientifique et l'humour.  Depuis 2016, elle a publié sept livres : Stiff: The Curious Lives of Human Cadavers (2003), Spook: Science Tackles the Afterlife (2005), Bonk: The Curious Coupling of Science and Sex (2008), Packing for Mars: The Curious Science of Life in the Void (2010), My Planet: Finding Humor in the Oddest Places, Gulp: Adeventures on the Alimentary Canal (2013), et Grunt: The Curious Science of Humans at War (2016). 
Roach est connue pour sa curiosité et son humour en plus de ses recherches. Ses nombreux articles humoristiques dans diverses publications au cours des décennies comprennent sa chronique mensuelle sur l’humour, « My Planet », dans le Reader's Digest. 

## Jeunesse et éducation
Mary Roach est née à Hanover dans le New Hampshire d'un père âgé de 65 ans. Sa famille déménage ensuite à Etna, dans le New Hampshire, où Roach fréquente le lycée de Hanover. Elle obtient un baccalauréat en psychologie de l'université Wesleyenne en 1981. 

## Carrière
Après ses études universitaires, Roach déménage à San Francisco en Californie, et passe quelques années à travailler comme rédactrice en chef indépendante. Elle travaille ensuite comme chroniqueuse mais également dans les relations publiques pendant un bref moment. Sa carrière d'écrivaine débute alors qu'elle travaille à temps partiel à la San Francisco Zoological Society, produisant des communiqués de presse sur des sujets tels que la chirurgie des verrues chez les éléphants. Pendant ses jours de congé de la SFZS, elle écrit des articles indépendants pour le San Francisco Chronicle Sunday Magazine. 
En 1986, elle vend un article humoristique sur l'Internal Revenue Service au San Francisco Chronicle. Cet article donne lieu à de nombreux essais humoristiques à la première personne et à des articles de fond pour des publications telles que Vogue, GQ, The New York Times Magazine, Discover, National Geographic, Outside et Wired. 

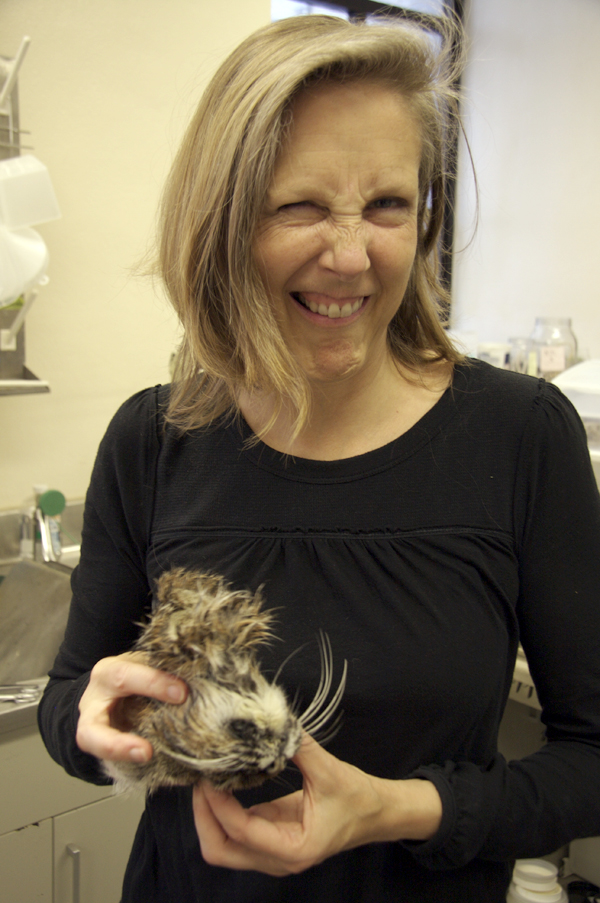

Pendant son interview avec Alex C. Telander de BookBanter, Roach répond à la question de savoir comment elle avait commencé son premier livre : 

« Quelques-uns d'entre nous chaque année font des prédictions pour d'autres personnes, où elles seront dans un an. Donc, quelqu'un a prédit que 'Mary aura un contrat pour un livre'. J'avais oublié tout ça et quand octobre est arrivé, j'ai pensé qu'il me restait trois mois pour préparer une proposition de livre et un contrat de livre. C'est ce qui a littéralement allumé le feu sous mes fesses. »

Bien que Roach parle principalement de science, elle n'a jamais eu l'intention d'en faire sa carrière. Roach déclare dans interview à TheVerge.com, quand on lui demande ce qui la rend accro aux textes sur la science : « Pour être honnête, il est apparu que les histoires scientifiques étaient toujours, de manière constante, les histoires les plus intéressantes que je devais couvrir. Je ne l'avais pas planifié comme ça, et je n'ai pas de formation scientifique officielle ni d'éducation en journalisme scientifique.  En fait, j'ai un baccalauréat en psychologie ». 
Des émissions de télévision et de radio demandent à plusieurs reprises à Roach de paraître en tant qu'invitée afin qu'elle puisse discuter de science. Elle est apparue dans des émissions comme Coast to Coast AM, The Daily Show et The Colbert Report. Roach a aussi des chroniques mensuelles dans Reader's Digest ("My Planet") et Sports Illustrated for Women (en) ("The Slightly Wider World of Sports"). 
En plus d'être une autrice à succès, Roach est impliquée dans d'autres projets. Elle fait des chroniques littéraires pour The New York Times et est l'éditrice invitée de l'édition 2011 de The Best American Science and Nature Writing (en). Elle est également membre du conseil consultatif du Mars Institute et ambassadrice de Mars One.

## Méthodes de recherche

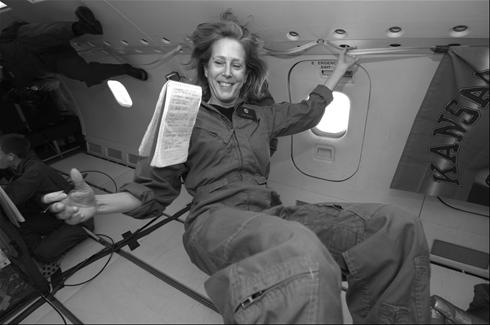
Roach flotte en apesanteur sur un vol parabolique lors de ses recherches pour Packing For Mars.

Roach s'est portée volontaire avec son mari pour une expérience d'imagerie par ultrasons lors du coït afin d'étudier les effets du câlin,. Alors qu'elle fait des recherches de matériel pour son livre Bonk: The Curious Coupling of Science and Sex, Roach rencontre le Dr Jing Deng, maître de conférences en physique médicale à l'UCL Medical School (en). Le Dr Deng expérimente l’échographie 4-D et a besoin de sujets de test pour avoir des rapports sexuels tout en portant l’appareil à ultrasons afin de pouvoir saisir des images en temps réel. Roach et son mari, Ed, sont les premiers participants à participer à cette étude. Lorsqu'on lui demande comment elle a réussi à convaincre son mari de participer, Roach répond : « Il est mon plus grand supporter. C'était beaucoup plus difficile pour lui. Ce n'était rien pour moi. Je n'étais qu'un réceptacle. Je prenais juste des notes ». 
Pour étudier l’effet reproductif de l’excitation sexuelle chez les porcs, Roach se rend à la ferme Øeslevgaard au Danemark pour observer des inséminateurs de porcs qui effectuent des techniques expérimentales pour déterminer s’il existe une corrélation positive entre la stimulation et le nombre de descendants. En travaillant avec la scientifique sensorielle Sue Langstoff, Roach étudie les méthodes de test du goût de la bière utilisées pour détecter la qualité des impuretés, telles que la détection des odeurs désagréables que l’on peut trouver si les équipements de fabrication de la bière sont nettoyés à l’eau chlorée. Elle consulte également le physiologiste oral, le Dr Andries Van der Bilt, pour analyser la capacité complexe de la mâchoire humaine à dégrader les aliments et à protéger la bouche lors de la mastication. 
En 1997, elle visite l'Antarctique pour écrire un article pour Discover Magazine sur la chasse aux météorites avec le chasseur Ralph Harvey,. Elle y est également allée à quelques reprises dans le cadre du programme polaire de la National Science Foundation, qui gère le financement des activités de recherche et de soutien aux opérations dans l'Arctique et l'Antarctique. Lors de l'un de ces voyages, Roach accompagne une équipe d'experts en sédiments marins sur le navire de recherche, RV Nathaniel B. Palmer, afin de recueillir des échantillons des profondeurs de l'océan au large de l'Antarctique afin d'en apprendre davantage sur le réchauffement planétaire. 

## Style d'écriture

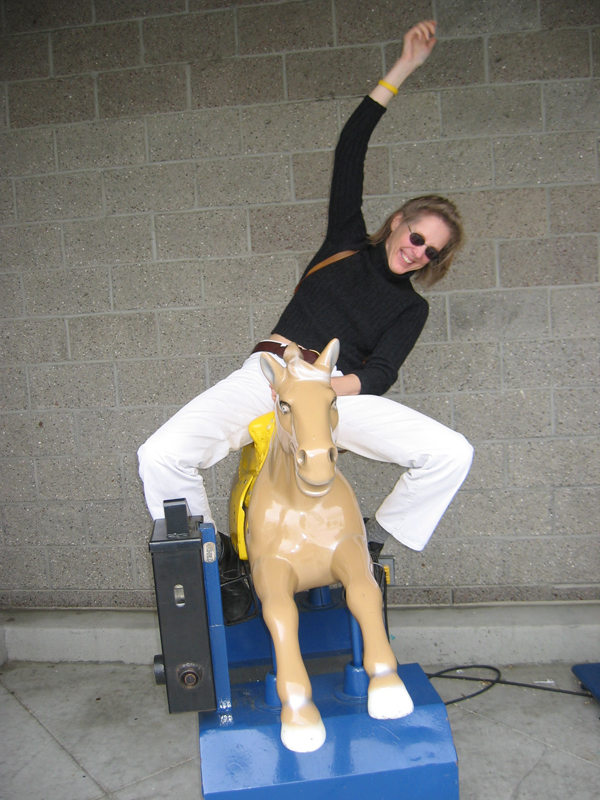
Garder une promenade mécanique à cheval pour enfants (2005).

Bien que Roach ne possède pas de diplôme en sciences, elle tente de prendre des idées complexes et de les transformer en quelque chose que le lecteur moyen peut comprendre. Elle accompagne le lecteur dans les étapes de sa recherche, depuis l'apprentissage du matériel jusqu'à la connaissance des personnes qui l'étudient, comme elle le décrit lors d'un dialogue public avec Adam Savage. 
Le thème commun dans la plupart des livres de Roach est un traitement littéraire du corps humain. Elle dit à propos de ses ouvrages : « Mes livres sont tous [sur le corps humain]. Spook est un peu un départ, car il est plus question de l'âme que du corps de chair et de sang, mais la plupart de mes livres traitent du corps humain dans des circonstances inhabituelles ». Quand Peter Sagal de la National Public Radio lui demande comment elle choisit ses sujets, elle répond : « Eh bien, il faut un peu de science, un peu d'histoire, un peu d'humour et quelque chose de grossier ». Par exemple, son article intitulé « The C word: Dead man driving » est publié dans le Journal of Clinical Anatomy et demande pourquoi les cadavres sont considérés comme déshonorés s'ils sont utilisés pour tester des explosifs ou des essais de choc,
Selon Roach, « Ne vous y trompez pas, une bonne écriture scientifique est un médicament. C'est un remède à l'ignorance et à l'erreur. Une bonne écriture scientifique élimine la cécité, génère des merveilles et porte la paume ouverte sur le front : 'Oh ! Maintenant je comprends !' ». En ce qui concerne son scepticisme vis-à-vis du monde qui l’entoure, Roach déclare dans son livre Spook : 

« Si imparfaite qu'elle soit, la science reste le dieu le plus solide que j'ai. Et j’ai donc décidé d’y revenir pour voir ce qu’elle avait à dire sur le sujet de la vie après la mort. Parce que je sais ce que dit la religion et cela me laisse perplexe. Il ne fournit pas un scénario unique, cohérent, scientifiquement raisonnable ou prouvable. La science semblait le meilleur choix. »

Elle dit qu'elle s'être toujours intéressée à la science, en particulier aux sujets liés à l'espace et aux voyages dans l'espace même ; c’est la raison pour laquelle la décision d’écrire Packing for Mars n’est pas une aventure aléatoire dans laquelle Roach décide de se lancer. « Je n'avais aucune idée jusqu'à ce que je commence ce livre que lorsque vous vous dirigez vers la Lune ou vers Mars, vous êtes essentiellement en train de glisser. Je pensais que c'était comme une voiture où vous aviez le pied sur l’essence tout le temps, et je pensais : 'Jésus, c’est beaucoup d’essence' ». À la fin de son livre, elle est capable de décrire de manière vivante et de rendre compréhensible les nombreux détails essentiels qui sont normalement négligés. Pour ce faire, elle aborde et répond aux questions plus pratiques et techniques qu’un membre du public peut avoir, telles que la façon dont les astronautes se rendent aux toilettes, mangent et dorment, et s'interrogent également sur les effets de la gravité zéro sur le corps des voyageurs de l'espace.  
Dans une interview avec DJ Grothe, Roach décrit la manière dont elle aborde ses sujets de livre : « Je dirais que cela a plus à voir avec mes propres intérêts qui ne sont pas assez bien abordés ». 

## Vie privée
Roach a un bureau dans le centre-ville d'Oakland et vit dans le quartier de Glenview avec son mari Ed Rachles, illustrateur et graphiste. 
Roach a visité les sept continents au moins deux fois.  

## Récompenses
En 1995, l'article de Roach intitulé « Comment gagner à la guerre germinale » est finaliste du National Magazine Award. Dans cet article, Roach interviewe le microbiologiste Chuck Gerba de l'Université de l'Arizona. Il y décrit une étude scientifique dans laquelle des bactéries et des particules virales sont aérosolisées lors de la chasse d'eau des toilettes : « Lors du tirage de la chasse d'eau, pas moins de 28 000 particules virales et 660 000 bactéries [sont] larguées »
En 1996, son article sur les maisons anti-séisme en bambou, « La solution Bamboo », reçoit le American Engineering Societies Engineering Journalism Award dans la catégorie des articles d'intérêt général. Dans son article, l'ingénieur civil Jules Janssen souligne que le bambou est « plus résistant que le bois, la brique et le béton... Une colonne courte et droite de bambou d'une surface supérieure à 10 cm carrés peut supporter un éléphant de 11 000 livres ».
Stiff: The Curious Lives of Human Cadavers est un bestseller du New York Times, fait partie de la liste « Découvrez de grands écrivains » de Barnes & Noble en 2003 et est cité comme l'un des « Meilleurs livres de 2003 » par Entertainment Weekly. Stiff remporte également le Amazon.com Editor's Choice award en 2003 et le Grand prix des lectrices de Elle. Le livre est traduit en au moins dix-sept langues, dont le hongrois et le lituanien. Stiff est également sélectionné pour le programme de lecture commune de la université d'État de Washington en 2008-2009.
La colonne "My Planet" de Roach dans le Reader's Digest est finaliste dans la catégorie humour des récompenses du National Press Club en 2005,. En 2008, Bonk: The Curious Coupling of Science and Sex, est choisi comme choix du New York Times Book Review Editor, fait partie du Top 5 Sciences du Boston Globe et est répertorié comme un best-seller dans plusieurs autres publications.
En 2011, Packing for Mars: The Curious Science of Life in the Void est choisi comme livre de l'année pour le septième programme annuel d'événements littéraires « One City One Book : San Francisco Reads ». Packin for Mars est également sixième sur la liste des meilleures ventes du New York Times. 
En 2012, Roach reçoit le prix Rushdie de la Harvard Secular Society pour ses réalisations exceptionnelles dans le domaine de l'humanisme culturel. 
Son livre Gulp: Aventures sur le canal alimentaire (Oneworld) figurait sur la liste des finalistes du Prix Winton 2014 de la Société royale pour la littérature scientifique.